# 桑德斯通特設鎮區 (密歇根州)
桑德斯通特設鎮區（英語：Sandstone Charter Township）是位於美國密歇根州傑克遜縣的一個特設鎮區。

## 地方資料
桑德斯通特設鎮區的面積為93.70平方千米，當中陸地面積為93.20平方千米，而水域面積為0.50平方千米。根據2020年美國人口普查的數據，當地共有人口3927人，而人口密度為每平方千米41.91人。